# 金翠
金翠（Kim Thúy；1968年9月18日—），越南裔加拿大作家，出生於越南共和國西貢。
金翠首部小說《Ru》贏得2010年加拿大總督獎。

## 生平
在十歲時，金翠與父母和兩個兄弟離開越南，加入了超過一百萬的越南船民，他們在1975年西貢淪陷後逃離了越南共產黨政權。金翠抵達馬來西亞由联合国难民事务高级专员办事处管理的難民營，並度過了四個月 ，然後她的父母因法語熟練而獲得加拿大難民身份。1979年末，金翠和家人來到魁北克東部鄉鎮的格蘭比，後來定居在蒙特利爾。
金翠在蒙特利爾大學獲得語言學和翻譯學學位（1990年），後來獲得了同一所學校法律學位（1993年）。 在早期的職業生涯中，金翠擔任翻譯和口譯員，後來加入總部位於蒙特利爾的Strikeman Elliott律師事務所。她因此回到越南，以加拿大人專家身分，為該國共產黨領導層提供資本主義試探性建議。她在同一家公司工作時遇到另一半，這對夫婦在越南任職時育有第一個孩子。他們的第二個孩子是在搬到泰國曼谷之後出生的。
金翠回到蒙特利爾之後，開了一家餐館Ru de Nam，主打現代越南菜。她以餐館老闆工作了五年，之後利用一整年的時間寫作，並因Ru de Nam的老客戶而獲得第一本書的出版合約。

## 作家生涯
金翠創作的首部小說《Ru》在2010年加拿大總督獎法語小說獎。雪拉·費舒曼（Sheila Fischman）翻譯的《Ru》英文版於2012年出版。《Ru》入圍2012年豐業銀行吉勒獎和2013年Amazon.ca首部作小說獎。2015年，這部小說贏得了卡麥隆·貝利（Cameron Bailey）主持的《加拿大閱讀競賽》（Canada Reads）。
2016年，金翠出版第三部小說《Vi》。雪拉·費舒曼翻譯的英文版於2018年出版。這本書入圍2018年豐業銀行吉勒獎。
2018年，金翠入圍新學院文學獎。

## 小說
- Ru (2009年)
- À toi (2011年)
- Mãn (2013年)
- Vi (2016年)
- Le secret des Vietnamiennes (2017年)